# پادگانه دریایی

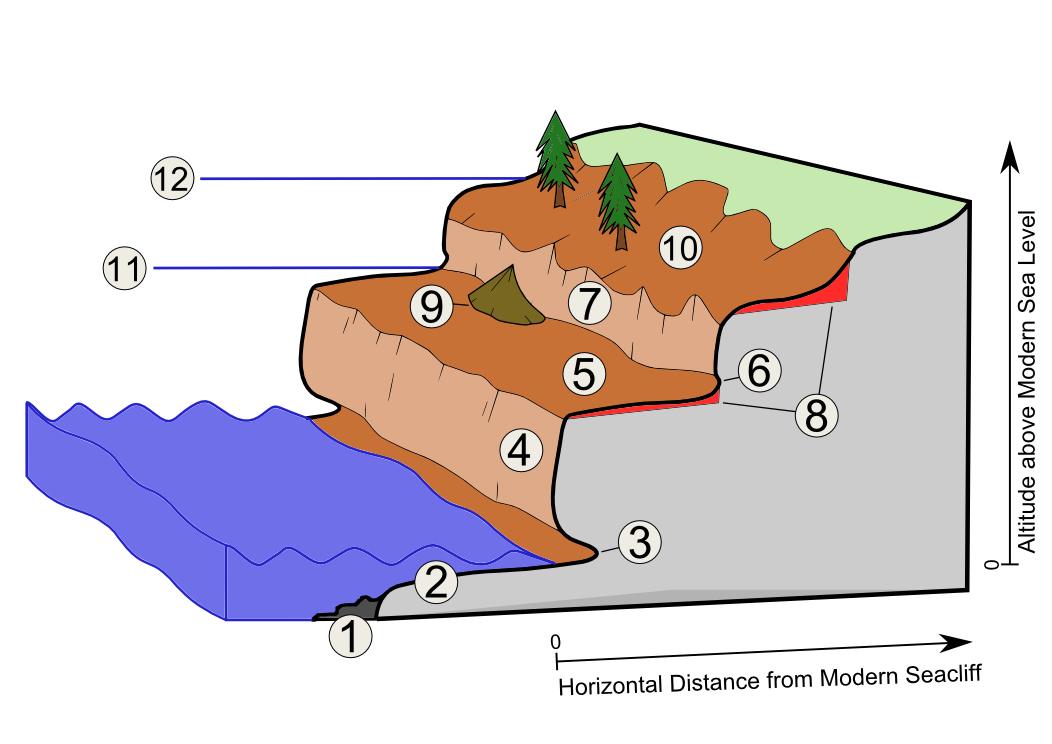
مقطع نمونه پادگانه دریایی فرسایشی. ۱: رسوبات نهشته شده در زیر سطح حداقل جزر، ۲: سکوی ساحلی جدید، ۳: لبه داخلی خط ساحلی جدید، ۴: دیواره دریایی جدید، ۵: سکوی ساحلی قدیمی، ۶: زاویه خط ساحلی قدیمی، ۷: دیواره دریایی قدیمی، ۸: پادگانه پوشیده شده با رسوبات دریایی و کوهرفت‌ها، ۹: مخروط‌افکنه، ۱۰: سکوی ساحلی و دیواره پوشیده شده، ۱۱: سطح دریای قدیمی، ۱۲: سطح دریای قدیمی

پادگانه دریایی (به انگلیسی: Marine terrace) (دیگر نام‌ها:تراس ساحلی، ساحل برخاسته) یک عارضه ژئومورفولوژیکی و سطحی صاف و تقریباً افقی با منشأ دریایی است که اغلب از فرسایش یک سکوی ساحلی قدیمی حاصل شده و بر اثر فعالیت امواج ساییده شده است. پادگانه دریایی بسته به زمان تشکیل ممکن است بالاتر یا پایین‌تر از سطح دریا واقع شده باشد و معمولاً توسط شیب صعودی تندتر به سمت خشکی و با شیب نزولی کمتری به دریا محدود می‌شود. به دلیل سطح نسبتاً هموار پادگانه‌ها، این عوارض معمولاً برای فعالیت‌های انسانی مورد استفاده قرار می‌گیرند.
سطح سکوی پادگانه دریایی معمولاً دارای شیب ۱ تا ۵ درجه است که میزان شیب بسته به محدوده پیشین جزر و مد و عموماً به‌صورت خطی مقعر است. پهنای پادگانه‌های دریایی بسیار متغیر بوده و گاهی به ۱۰۰۰ متر نیز می‌رسد. همچنین پهنای آن‌ها در نیم‌کره شمالی و نیم‌کره جنوبی متفاوت است.
پادگانه دریایی ممکن است با مقدار زیادی خاک و رسوبات با سن مختلف پوشیده شده باشد.
شکل‌گیری پادگانه دریایی توسط تغییرات شرایط محیطی و فعالیت‌های تکتونیکی در طی دوران زمین‌شناسی کنترل می‌شود. تغییرات اقلیمی باعث نوسان سطح آب دریاها و اقیانوس‌ها شده و تغییرات ایزوستازی نیز پوسته زمین را دچار تغییر می‌کنند که در تشکیل پادگانه‌های دریایی مؤثر است.